# Elimia laeta
Elimia laeta foi uma espécie de gastrópodes da família Pleuroceridae.
Foi endémica dos Estados Unidos da América.